# Native Command Queuing

Native Command Queuing

Native Command Queuing (NCQ, übersetzt integrierte Befehlsreihung) ist eine Technik, die entwickelt wurde, um die Leistung von Festplatten unter bestimmten Bedingungen zu verbessern.

## Funktionen
NCQ ermöglicht, dass mehrere Anfragen gleichzeitig an die Festplatte abgesetzt werden und sie dann selbst entscheidet, in welcher Reihenfolge sie diese abarbeitet. Durch die Vermeidung unnötiger Kopfbewegungen kann so der Durchsatz und vor allem die Latenz verbessert werden. Das Laufwerk selbst, der Controller und der Treiber müssen Command Queuing unterstützen, um es zu nutzen.
Durch die durch NCQ hervorgerufenen Verzögerungen ist es aber auch möglich, dass dieses Verfahren zu schlechteren Zugriffszeiten bei einigen Anwendungen führen kann. Das Phänomen kann bei Spielen und sequentiellen Lesevorgängen auftreten.
Native Command Queuing wurde 2003 von Seagate Technology für SATA-Laufwerke vorgestellt. Von kleinen Unterschieden abgesehen ist es dem Tagged Command Queuing (TCQ) ähnlich, das seit Anfang der 1990er Jahre von SCSI-Laufwerken unterstützt wird. Bei ATA-Laufwerken unüblich, wurde TCQ hier einzig von IBM im Jahre 2002 eingeführt (IBM Deskstar 180GXP), mangels Unterstützung von der Controller-Seite aber kaum genutzt.